# Vanalit
Vanalitul este un vanadat.

## Legături externe
- Vanalitul la webmineral.com